# София фон Брауншвайг-Люнебург
София фон Брауншвайг-Люнебург (на немски: Sophie von Braunschweig-Lüneburg; * 30 октомври 1563 в Целе; † 14 януари 1639 в Нюрнберг) от род Велфи (Нов Дом Люнебург) е принцеса от Херцогство Брауншвайг-Люнебург и чрез женитба маркграфиня на Бранденбург-Ансбах-Кулмбах и херцогиня на Ягерндорф (Крнов) в Силезия.
Тя е най-голямото дете на херцог Вилхелм фон Брауншвайг-Люнебург (1535–1592) и съпругата му Доротея Датска (1549–1614), дъщеря на крал Христиан III от Дания.
София се омъжва на 3 май 1579 г. в Дрезден за маркграф Георг Фридрих I фон Бранденбург-Ансбах-Кулмбах (1539–1603) от род Хоенцолерн. Тя е втората му съпруга. Бракът е бездетен. Тя взема при себе си през 1587 г. най-малката си петгодишна сестра Сибила. След смъртта на съпруга си София се връща през 1603 г. при фамилията си и живее още 36 години. Умира в Нюрнберг и е погребана там в църквата Св. Лоренц.